# P’yŏngsŏng (stacja kolejowa)
P’yŏngsŏng (kor. 평성역, P’yŏngsŏng-yŏk) – stacja kolejowa w centralnej części Korei Północnej, na 36. kilometrze 819-kilometrowej linii P’yŏngna, łączącej Pjongjang oraz specjalną strefę ekonomiczną Rasŏn. Znajduje się w administracyjnych granicach miasta P’yŏngsŏng (prowincja P’yŏngan Południowy). Ze względu na fakt, iż obywatele Korei Północnej potrzebują pozwoleń na przemieszczanie się po kraju, stacja często jest zatłoczona – właśnie tutaj sprawdzane są pozwolenia na wjazd do Pjongjangu.